# Johan Laats
Johan Laats, né le 10 janvier 1967 à Wilrijk, est un judoka belge qui s'aligna dans la catégorie des moins de 78 kg (poids mi-moyens). Son frère Philip Laats est aussi un judoka.

## Palmarès
Johan Laats a gagné plusieurs grands tournois internationaux.
Il dispute les Jeux olympiques à trois reprises (1988, 1992, 1996).
Il a été onze fois champion de Belgique dont six fois en sénior :
| Chpt de Belgique sénior | Chpt de Belgique sénior | 1985 | 1986 | 1987 | 1988 | 1989 | 1990 | 1991 | 1992 | 1993 | 1994 | 1995 |
| ----------------------- | ----------------------- | ---- | ---- | ---- | ---- | ---- | ---- | ---- | ---- | ---- | ---- | ---- |
| mi-moyens               | -78 kg                  | 2e   | 2e   | -    | -    | 1er  | 1er  | 1er  | 1er  | 1er  | -    | 1er  |